# Jiří Štourač
Jiří Štourač (* 31. srpna 1960, Nové Město na Moravě) je český malíř a ilustrátor.

## Život
Vystudoval na Akademii výtvarných umění v Praze (1979–1984), kde pak v letech 1990–1995 působil jako asistent v ateliéru kresby.
Věnuje se knižní ilustraci: K. J. Erben, Kytice, Triáda 2000; M. Doležal, Čas dýmu, Atlantis 2003 a Sansepolcro, Arbor vitae 2004; J. Roth, Legenda o svatém pijanovi, Petrkov 2011. 

## Publikace
- Miloš DOLEŽÁL, Jiří ŠTOURAČ: Jiří Štourač, Galerie U Bílého jednorožce v Klatovech, 2003
- Ivan Kolman, Jiří Štourač: Cesta do Compostely, Karmelitánské nakladatelství, 1999 ISBN 80-7192-382-6